# 8833 Acer
A 8833 Acer (ideiglenes jelöléssel 1989 RW) a Naprendszer kisbolygóövében található aszteroida. Eric Walter Elst fedezte fel 1989. szeptember 3-án.